# Dansen aan zee
Dansen aan zee is de achtste single van de Zeeuwse band BLØF, afkomstig van het album Watermakers. Het is de eerste single die werd bekroond met een alarmschijf. Het nummer werd geschreven door Paskal Jakobsen op een tekst van Peter Slager.

## Tracklist
1. Dansen aan zee 4:36
2. Dansen aan zee (Akoestische versie)

### Hitnotering
| "Dansen aan zee" in de Nederlandse Top 40 - binnen: 22-04-2000 | "Dansen aan zee" in de Nederlandse Top 40 - binnen: 22-04-2000 | "Dansen aan zee" in de Nederlandse Top 40 - binnen: 22-04-2000 | "Dansen aan zee" in de Nederlandse Top 40 - binnen: 22-04-2000 | "Dansen aan zee" in de Nederlandse Top 40 - binnen: 22-04-2000 | "Dansen aan zee" in de Nederlandse Top 40 - binnen: 22-04-2000 | "Dansen aan zee" in de Nederlandse Top 40 - binnen: 22-04-2000 | "Dansen aan zee" in de Nederlandse Top 40 - binnen: 22-04-2000 | "Dansen aan zee" in de Nederlandse Top 40 - binnen: 22-04-2000 | "Dansen aan zee" in de Nederlandse Top 40 - binnen: 22-04-2000 | "Dansen aan zee" in de Nederlandse Top 40 - binnen: 22-04-2000 | "Dansen aan zee" in de Nederlandse Top 40 - binnen: 22-04-2000 | "Dansen aan zee" in de Nederlandse Top 40 - binnen: 22-04-2000 | "Dansen aan zee" in de Nederlandse Top 40 - binnen: 22-04-2000 |
| Week                                                           | 1                                                              | 2                                                              | 3                                                              | 4                                                              | 5                                                              | 6                                                              | 7                                                              | 8                                                              | 9                                                              | 10                                                             | 11                                                             | 12                                                             |                                                                |
| -------------------------------------------------------------- | -------------------------------------------------------------- | -------------------------------------------------------------- | -------------------------------------------------------------- | -------------------------------------------------------------- | -------------------------------------------------------------- | -------------------------------------------------------------- | -------------------------------------------------------------- | -------------------------------------------------------------- | -------------------------------------------------------------- | -------------------------------------------------------------- | -------------------------------------------------------------- | -------------------------------------------------------------- | -------------------------------------------------------------- |
| Nummer                                                         | 21                                                             | 21                                                             | 11                                                             | 9                                                              | 11                                                             | 14                                                             | 14                                                             | 15                                                             | 14                                                             | 17                                                             | 20                                                             | 27                                                             | uit                                                            |

### NPO Radio 2 Top 2000
| Nummer met noteringen in de NPO Radio 2 Top 2000 | '03 | '04 | '05 | '06 | '07 | '08 | '09 | '10 | '11 | '12 | '13 | '14 | '15 | '16 | '17 | '18 | '19 | '20 | '21 | '22 | '23 | '24 |
| ------------------------------------------------ | --- | --- | --- | --- | --- | --- | --- | --- | --- | --- | --- | --- | --- | --- | --- | --- | --- | --- | --- | --- | --- | --- |
| Dansen aan zee                                   | 103 | 163 | 186 | 226 | 190 | 190 | 336 | 263 | 292 | 307 | 386 | 443 | 419 | 473 | 446 | 411 | 475 | 462 | 493 | 605 | 478 | 389 |

1. ↑  Een vetgedrukt getal geeft de hoogste notering aan.
2. ↑  2003 was het eerste jaar met een notering voor dit nummer.